# Garfield Automobile Company
Garfield Automobile Company war ein US-amerikanischer Hersteller von Automobilen.

## Unternehmensgeschichte
Justus Chancellor, N. E. McDaniels und George Schein gründeten das Unternehmen im Oktober 1904. Der Sitz war in Chicago in Illinois. Hauptsächlich waren sie als Reparaturwerkstatt tätig. Von 1904 bis 1905 entstanden außerdem ein paar Automobile. Der Markenname lautete Garfield. Nach der Produktionsaufgabe war das Unternehmen noch als Werkstatt aktiv.

## Fahrzeuge
Im Angebot standen Runabouts. Sie hatten wahlweise Zwei- oder Dreizylindermotoren. Ein Merkmal war die Luftkühlung der Motoren.